# Saccharomycetes
Los Hemiascomycetes o Saccharomycetes son una clase en el Reino de los hongos (en castellano Hemiascomicetos)
La mayoría de los hemiascomicetos son microscópicos y muchas especies son unicelulares. 
Se reproducen asexualmente por gemación.
Los hemiascomicetos más conocidos son las levaduras, especialmente la de la industria de la panificación o de la cervecería: Saccharomyces cerevisiae, la cual metaboliza la glucosa obtenida de su ambiente a etanol y dióxido de carbono. Igualmente Saccharomyces boulardii destaca por su uso como probiótico antidiarreico.
Otras levaduras desempeñan un papel importante en la elaboración del vino (fermentación alcohólica), como la Saccharomyces bayanus.